# Zatoka Meseńska
Zatoka Meseńska (gr. Μεσσηνιακος Κόλπος, Mesiniakos Kolpos) – zatoka u wybrzeży południowej Grecji, stanowiąca część Morza Jońskiego, wcina się w południowo-zachodnią część półwyspu Peloponez.